# Colacu, Suceava
Colacu este un sat în comuna Fundu Moldovei din județul Suceava, Bucovina, România.

## Obiective turistice
- Biserica de lemn din Colacu - monument istoric
- Mormântul dr. Traian Popovici (1892-1946) - fost primar al Cernăuților, care a salvat de la moarte 25.000 evrei

 Acest articol despre o localitate din județul Suceava este deocamdată un ciot. Puteți ajuta Wikipedia prin completarea lui.